# Pinkpop 1999
Pinkpop 1999 vond plaats op 22, 23 en 24 mei 1999. Het was de dertigste editie van het Nederlands muziekfestival Pinkpop en de twaalfde in Landgraaf. Er waren circa 61.250 bezoekers. De presentatie was in handen van Howard Komproe en Najib Amhali.

## Optredens

### zaterdag
- 3FM-tent: Right Direction, Idlewild, System of a Down, Nashville Pussy
- Roskilde-tent: Band Zonder Banaan, Frank Black & The Catholics, Afro Celt Sound System

### zondag
- 3FM-tent: Presence, Postmen, Lamb, DJ Eddy de Clercq, Red Snapper
- Roskilde-tent: DAAU, Luka Bloom, Rowwen Hèze, Soulfly, Urban Dance Squad
- hoofdpodium: Underworld

### maandag
- 3FM-tent: Kashmir, Sebadoh, Zita Swoon, The Jon Spencer Blues Explosion, Heather Nova
- Roskilde-tent: Shawn Mullins, Heideroosjes, Jewel, Lauryn Hill, Kula Shaker
- hoofdpodium: Ilse DeLange, Soulwax, Manic Street Preachers, Robbie Williams, Skunk Anansie, Alanis Morissette, Faithless